# L'Empire
L'Empire is een internationale komische apocalyptische sciencefictionfilm uit 2024, geregisseerd en geschreven door Bruno Dumont.

## Verhaal
Twee grote machten uit de verre ruimte ontketenen een apocalyptisch conflict in de pittoreske Côte d'Opale in Noord-Frankrijk. De film is bedoeld als een parodie op de Star Wars-franchise.

## Rolverdeling
| Acteur              | Personage      |
| ------------------- | -------------- |
| Lyna Khoudri        | Line           |
| Anamaria Vartolomei | Jane           |
| Camille Cottin      | koningin       |
| Fabrice Luchini     | Belzébuth      |
| Brandon Vlieghe     | Jony           |
| Julien Manier       | Rudy           |
| Bernard Pruvost     | Van der Weyden |
| Philippe Jore       | Carpentier     |

## Productie
In januari 2022 werd aangekondigd dat Bruno Dumont een nieuwe film aan het voorbereiden was, getiteld L'Empire, met de actrices Virginie Efira en Adèle Haenel. Lily-Rose Depp en Fabrice Luchini, evenals Bernard Pruvost, Philippe Jore en Julien Manier, werden ook aangekondigd als castleden. Bernard Pruvost verschijnt opnieuw als Commandant Van der Weyden en Philippe Jore als luitenant Rudy Carpentier, personages die ze oorspronkelijk vertolkten in de miniserie P'tit Quinquin (2014), eveneens gemaakt door Dumont. Eind april 2022 voegden Camille Cottin en Anamaria Vartolomei zich bij de cast. In mei 2022 verliet Adèle Haenel het project vanwege meningsverschillen met Bruno Dumont over het script. In augustus 2022 werd bevestigd dat Lily-Rose Depp en Virginie Efira het project hadden verlaten omdat "de opnames verschillende keren van datum waren veranderd", wat uiteindelijk in strijd was met hun schema's. Ze werden vervangen door Lyna Khoudri en Camille Cottin, en Anamaria Vartolomei nam de plaats in van Adèle Haenel.
Jean Bréhat en Bertrand Faivre produceren de film voor Tessalit Productions in coproductie het Red Balloon Film (Duitsland), Ascent Film (Italië), Novak Prod (België), Rosa Filmes (Portugal) en Furyo Films (Frankrijk).

### Filmopnames
De filmopnames begonnen op 16 augustus 2022 in Wimereux (Pas-de-Calais), gelegen aan de Opaalkust, waar de productie plaatsvond op het strand Dunes de la Slack, dat zich uitstrekt tussen Pointe aux Oies en Fort Mahon. De opnames, die voornamelijk in Audresselles plaatsvonden, gingen door tot 10 september 2022.

## Release en ontvangst
L'Empire ging op 18 februari 2024 in première op het Internationaal filmfestival van Berlijn in de competitie voor de Gouden Beer en won de Zilveren Beer-juryprijs.
De film kreeg van de Franse critici een gemiddelde rating van 3,6 op 5, gebaseerd op 24 beoordelingen.

## Prijzen en nominaties
De belangrijkste:
| Jaar | Prijs                                   | Categorie                 | Genomineerde(n) | Uitslag     |
| ---- | --------------------------------------- | ------------------------- | --------------- | ----------- |
| 2024 | Internationaal filmfestival van Berlijn | Gouden Beer               | Bruno Dumont    | Genomineerd |
| 2024 | Internationaal filmfestival van Berlijn | Zilveren beer - Juryprijs | Bruno Dumont    | Gewonnen    |